# Bajanzag
La zona di Bajanzag o Bayanzag (mongolo: Баянзаг, traslitterato Bayan-Dzak) è una formazione rocciosa sita nel Distretto di Bulgan, nella provincia meridionale dell'Ômnôgov’, in Mongolia, facente parte della zona nord-occidentale del Deserto del Gobi. Si tratta di un famoso sito paleontologico, risalente al tardo Cretaceo superiore (Campaniano, 75-71 milioni di anni fa), dove sono stati rinvenuti, nel 1921 - 1922, numerosi e importanti fossili di vertebrati. Le rocce appartengono stratigraficamente alla Formazione Djadochta, costituita essenzialmente da arenaria in avanzato stato di erosione eolica.
La zona è nota con il soprannome inglese Flaming cliffs (Rupi fiammeggianti o Colline fiammeggianti), che si deve al vivido e brillante color arancione che queste rocce sabbiose assumono al tramonto e che le fu attribuito dall'esploratore statunitense Roy Chapman Andrews, che la visitò e vi fece delle ricerche negli anni venti per conto del Museo americano di storia naturale di New York. L'area è, inoltre, caratterizzata da un'abbondante crescita di saxaul.
L'area è famosa per aver portato, proprio grazie a Andrews, che la descrisse come "un Grand Canyon in miniatura", alle prime scoperte di veri e propri nidi completi con uova di dinosauro fossilizzate, alcune delle quali ancora contenenti embrioni fossili, anche se in realtà erano già stati segnalati ritrovamenti analoghi nella Francia meridionale ad opera del paleontologo Philippe Matheron nel 1869. Inizialmente, le uova ritrovate vennero assegnate alla specie Protoceratops, ma tale interpretazione venne in seguito smentita e rettificata con l'assegnazione di una probabile specie adrosauride, anche se purtroppo nessun embrione fossile riesce a dare delle significative conclusioni. Tra gli altri rinvenimenti, vanno annoverati vari organismi del Mesozoico (come mammiferi euteri, tra cui Zalambdalestes) e, soprattutto, un esemplare di un Velociraptor mongoliensis oggi esposto nel Museo Nazionale della Mongolia ad Ulan Bator. Altri campioni della medesima specie vennero analizzati e descritti al Museo americano di storia naturale dal paleontologo Henry Fairfield Osborn, nel 1924.

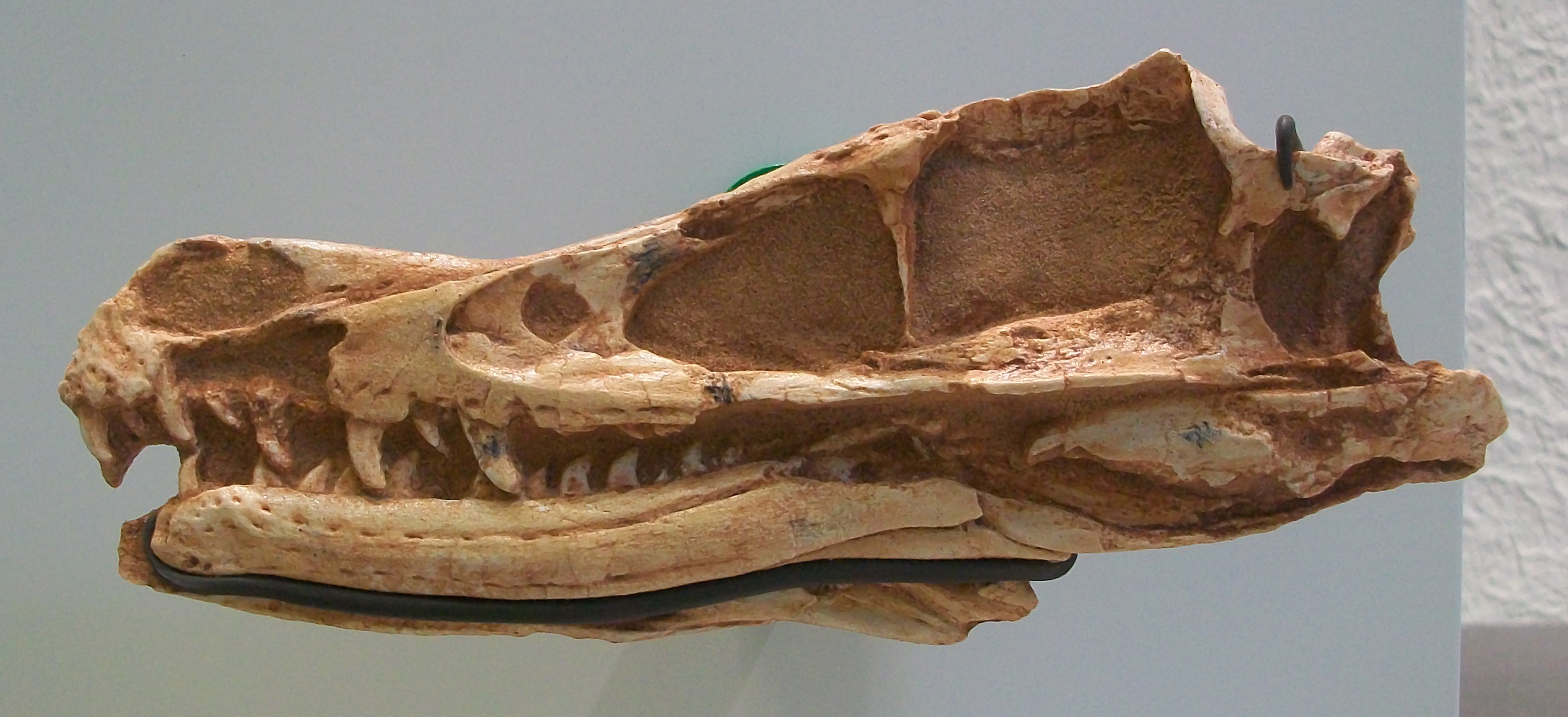
Il cranio di Velociraptor mongoliensis, di 17 cm di lunghezza, analizzato da Osborn.

Nel 1946, la spedizione paleontologica mongola dell'Accademia delle scienze dell'URSS, guidata dal paleontologo Ivan Antonovič Efremov, attraversò e condusse anch'essa delle ricerche nella zona di Bajanzag.

## Dinosauri fossili rinvenuti
Fra le specie di dinosauri fossili vi sono stati rinvenuti soprattutto gruppi di saurischi teropodi, ma anche gruppi di ornitischi seppur in minor parte; si possono ricordare:
- ornitomimosauri: Deinocheirus e Gallimimus;
- tirannosauridi: Alioramus e Tarbosaurus;
- dromeosauridi: Velociraptor, Saurornithoides e Mononykus;
- terizinosauri: Therizinosaurus;
- oviraptoridi: Oviraptor;
- adrosauridi: Saurolophus;
- protoceratopsidi: Protoceratops;
- anchilosauridi: Pinacosaurus.